# Kent Shakespeare
Richard Kent Shakespeare, occasionalmente sotto il nome in codice di Impulso, è un personaggio immaginario dell'Universo DC. Divenne membro della Legione dei Super-Eroi nel XXX secolo, durante il periodo della "Five Years Later". Nella continuità corrente, è il Superman del XXXI secolo.

## Biografia del personaggio

### Continuità originale
Richard Kent Shakespeare è un nativo del pianeta Terra, allevato nella sezione New Rochelle di Metropolis. Mentre frequentava la scuola di medicina all'Università di Metropolis, fu colpito da un virus che lo mandò in coma. Il Legionario Brainiac 5 determinò che quel virus si era lentamente sostituito a tutte le cellule del corpo di Kent (ad eccezione di quelle del cervello), mimando le funzioni di quelle cellule, e fondamentalmente rinforzandolo. Kent acquisì forza, velocità, resistenza, e abilità rigenerative di gran lunga migliori di quelle di un normale essere umano. Durante il periodo della "Five Years Later" dopo le Guerre della Magia, fu incluso nella Legione sotto il nome in codice di Impulso. Dopo che i Dominatori ottennero in segreto il controllo del governo della Terra e la Legione si sciolse, Kent lasciò il pianeta. Divenne infine un paramedico nel pianeta medico di Quarantena. Mentre si trovava lì, si tese verso Garridan Ranzz (uno dei figli gemelli di Lightning Lad e Saturn Girl), che Darkseid una volta rapì e tramutò nel mostruoso Validus.
Anni dopo, quando Reep Daggle (Chameleon Boy) e Rokk Krin (Cosmic Boy) riformarono la Legione, Kent si unì a loro, e rimase con la squadra finché non fu ringiovanito fino all'infanzia dalla maestra del tempo nota come Glorith. Poco dopo, questa linea temporale fu cancellata, e la continuità della Legione completamente rinnovata.

## Post-Ora Zero
Nella versione post-Ora Zero della squadra, Kent fu mostrato in qualità di membro dell'Accademia della Legione. La Legione fu rinnovata ancora una volta dopo la comparsa di Kent e in questa versione lui non fu mai un Legionario.

### Post-Crisi Infinita
Nessuno di nome Kent Shakespeare comparve nella terza versione della Legione o post-Ora Zero. Eppure, gli eventi della miniserie Crisi infinita, ricostituirono un'analoga continuità della versione della Legione pre-Crisi sulle Terre infinite, come visto nella storia "The Lightning Saga" in Justice League of America e Justice Society of America, e nella storia "Superman e la Legione dei Supereroi" in Action Comics. Kent comparve per un istante quando multiple versioni della Legione si batterono contro Superboy-Prime, Time Trapper e la Legione dei Supercriminali.
Successivamente, si scoprì che Shakespeare era un membro della discendenza di Superman nel XXXI secolo, dove operava indossando un costume grigio simile a quello di Conner Kent, il clone ibrido umano/kryptoniano che combatteva il crimine nel XXI secolo come Superboy. Tra i soci di Kent ci furono Brane Taylor e Laurel "Elna" Kent - il Batman e la Superwoman di quell'epoca - e Tom Wayne, il Robin dalla serie Robin 3000.